# Mériel
Mériel è un comune francese di 4 474 abitanti situato nel dipartimento della Val-d'Oise nella regione dell'Île-de-France.

## Monumenti e luoghi d'interesse
- Abbazia di Notre-Dame du Val

## Società

### Evoluzione demografica
Abitanti censiti

## Amministrazione

### Gemellaggi
- Llanwrtyd Wells[2]